# ペトリー多角形
ペトリー多角形（Petrie polygon）とは，正多面体をある角度から見た際に現れる正多角形のことである。名称はジョン・フリンダース・ペトリーにちなむ。
ペトリー多角形の辺数 h は、元の正多面体の辺数 E との関係 h(h+2) = 4E から、または多面体のシュレーフリ記号 {\displaystyle \{p,q\}} を用いてスタインバーグの公式：
{\displaystyle h+2={\frac {24}{10-p-q}}}
より求めることができる。

## 具体例
以下に，正多面体と対応するペトリー多角形の例を示す。
| 正多面体            | ペトリー多角形 | 図 |  |
| ------------------- | -------------- | -- |  |
| 正四面体            | 正四角形       |    |  |
| 正六面体 （立方体） | 正六角形       |    |  |
| 正八面体            | 正六角形       |    |  |
| 正十二面体          | 正十角形       |    |  |
| 正二十面体          | 正十角形       |    |  |